# 대한민국의 우주항공청장
우주항공청장(宇宙航空廳長)은 우주항공청을 대표하는 직위로, 차관급 정무직공무원으로 보한다.

## 임명
- 우주항공청장은 대통령이 임명한다.

## 역할
- 각 행정기관의 장은 소관사무를 통할하고 소속공무원을 지휘·감독한다.

## 역대 기관장

### 우주항공청장
| 정부        | 대수 | 이름           | 임기             | 비고 |
| ----------- | ---- | -------------- | ---------------- | ---- |
| 윤석열 정부 | 초대 | 윤영빈(尹寧彬) | 2024년 5월 27일~ |      |